# Don Pasivo, Pasivito y la madre que lo...
Don Pasivo, Pasivito y la madre que lo… es una novela corta escrita por el empresario español Manuel Torrecillas Sorio (Hellín, España; 7 de octubre de 1933), la primera y única obra del autor. La primera edición del libro fue publicada en noviembre de 2015 y la recaudación se destina, de forma íntegra, a organizaciones benéficas.
Manuel Torrecillas, de origen humilde, nació en el municipio de Hellín (Albacete) en el año 1933, donde descubrió su pasión por la música desde temprana edad. Durante su infancia y adolescencia, participó en la banda del pueblo tocando el clarinete. A los 22 años ingresó en el Cuerpo de Directores de Bandas Civiles con la intención de dedicarse a ello de manera profesional. En los años cincuenta se mudó a Albacete, ciudad donde comenzó su trayectoria profesional en la industria del automóvil, a la cual terminó dedicando toda su vida. Como empresario, ha llegado a ser reconocido con los premios al mérito empresarial por la FEDA y a su trayectoria por la C.E.C.A.M.
En entrevistas y conferencias previas al libro, ha dado a conocer sus experiencias y su trayectoria en diversos aspectos, lo cual le sirvió cómo inspiración para crear el contenido de su novela, de la que se perciben ciertos rasgos autobiográficos.
Don Pasivo, Pasivito y le madre que lo… está considerado como un cuento por la forma en la que está escrito, sin embargo trata temas profundos e inherentes a la condición humana. Así pues, el autor expone tanto aquellos valores positivos - generosidad y amor- como negativos - despilfarro y lujuria - con los que lidiamos a lo largo de nuestras vidas, enviando un mensaje sencillo de trasfondo económico: el ahorro. 
Por ende, refleja los riesgos desencadenados por las ambiciones, el descontrol del endeudamiento bajo la pretensión de abarcar más sin medir las consecuencias.

## Sinopsis
Don Pasivo, Pasivito y la madre que lo... es una novela narrativa que viene acompañada de ilustraciones, las cuales reflejan las costumbres de los pueblos durante la posguerra mediante festejos, artilugios y personajes de aquel entonces. Se consigue expresar temáticas vitales mediante los personajes, que representan la inevitable condición humana. Entre ellas, se encuentran el altruismo, el amor y la paciencia, pero también la rebeldía, la impaciencia, la vanidad y la falta de honradez.

A pesar de su apariencia de cuento, por la forma en la que se encuentra escrito, se observa con claridad el mensaje económico que el autor transmite mediante sus personajes principales: Pasivo y Activa. Hace una crítica a la extendida idea sobre anteponer el activo de un balance - lo que tenemos - al pasivo - lo que debemos. Sin embargo, Manuel Torrecillas personifica la figura contable del pasivo en el protagonista de la novela, presentándose como un personaje sensato y ahorrador, con capacidad económica gracias a su prudencia. Por otro lado, su mujer Activa representa todo lo contrario, es la poseedora de los bienes, quién le quita a Don Pasivo su dinero para gastárselo de forma desmedida.
«Debemos aprender a cambiar un 'quiero' o 'necesito' por un 'puedo o no puedo'» - Manuel Torrecillas, 2016

## Argumento
El tema central de esta historia es la relación que existe entre la economía y nuestras vidas. En ella, cuenta cómo un niño huérfano, Pasivo, parte de cero y, a raíz de una personalidad trabajadora y prudente, consigue una trayectoria profesional exitosa a lo largo de su vida. Crece rodeado de buenos amigos y personas ejemplares, y de un gran amor que deriva de una profunda admiración por Rocío, quién desde niña se ha preocupado por el bienestar de Pasivo. Desarrolla una empresa vinícola bajo el nombre de Vinos Roca de Cancamón. 
Además, a lo largo del libro se cuentan distintas historias de amor y tragedia. Pero sobre todo el amor en todas sus formas: fraternal, paternal, de amigos, correspodido, platónico e incierto. 
Por un lado tenemos el matrimonio de Pasivo con Activa (la Ramoneta), quién pone a prueba los límites del protagonista y crea siempre polémica en la ciudad sobre la base de su comportamiento de "buscona". Su hijo, Activo, es un malcriado y rebelde muchacho que se desentiende de los estudios y responsabilidades. Siendo imposible de controlar lleva, junto a la Ramoneta y su amante, la empresa de Pasivo a la ruina mientras este se encuentra en coma. Ambos se dedican a sacarle todo el dinero y derrocharlo en vicios y caprichos.
Por otro lado, se narra la historia de amor entre Candela y José Miguel. Representan un amor imposible de apagar, a pesar de los múltiples obstáculos que la vida les pone, como la impagable deuda que le deja Javier, el marido de Candela.

## Personajes
Cada uno de los personajes encarnan unos valores humanos distintos. 
- Don Pasivo: cuyo nombre real es Ángel, es el personaje principal de la obra. Vive en una pequeña aldea llamada Cancamón y se quedó huérfano a la temprana edad de 14 años con una viña como herencia. Desde entonces comienza a trabajarla hasta terminar fabricando su propio vino bajo la marca de Vinos Roca de Cancamón y exportándolos, incluso, al extranjero. Representa los valores del trabajo, el sacrificio y la paciencia.
- La Ramoneta: cuyo nombre real es Activa, es una muchacha del pueblo de Torres Altas extrovertida y divertida, quien se casó con Pasivo tras un breve noviazgo. La novela la describe como una persona derrochadora, superficial, y de fuerte carácter. Representa la lujuria y vanidad.
- Candela: es el primer amor de José Miguel, a quien conoció en la Universidad y a quién dejó para casarse con un hombre 9 años mayor que ella, Javier, siendo considerado un matrimonio de conveniencia. A lo largo del libro Candela adquiere uno de los personajes con más relevancia de la novela, mostrando una faceta exigente y luchadora.
- Pasivito: es hijo de Pasivo y la Ramoneta. A pesar de ser un pésimo estudiante, siempre había sido un muchacho simpático y espabilado, con gran desparpajo y don de gentes. Su problema, al igual que el de su madre, era el de no saber atender las obligaciones y la falta de trabajo.
- Don Romualdo: Terrateniente de Cancamón y mentor de Pasivo desde su infancia. Representa la voz de la experiencia y sabiduría.
- Rocío: es hija de don José y doña Amparo, además de, como describía el propio Pasivo "un súmmum de la nobleza y la serenidad". Despierta en el protagonista una fuerte admiración desencadenada en un profundo amor.
- Doña Amparo: es el personaje empático y sensible de la historia. Está casada con don José y son padres de Pacacho y Rocío. Para Pasivo, ejerce la figura materna, lo acogen desde el principio como a uno más de la familia.
- Don José: es el administrador de la aldea de Cancamón, casado con doña Amparo y como un padre para Pasivo. Representa los valores de la honradez.
- José Miguel: es hijo de don Romualdo, amigo íntimo Pasivo en la fábrica de vinos. Está enamorado de Candela, su primer amor que conoció en la Universidad.
- Javier Hernández: es el marido de Candela, 9 años mayor que ella e hijo de una familia adinerada y con muchas posesiones. Presenta unos rasgos de persona consentida y caprichoso, además de caracterizarse por su seriedad y poca sociabilidad.

## Posibles inspiraciones

### Lugares y personajes
Alballanos. Manuel Torrecillas hace referencia a Albacete-Los Llanos con este nombre. En el libro hace referencia a la ciudad principal de la provincia y, en diversas presentaciones, se ha desvelado que las ciudades y pueblos están basados en la provincia de Albacete.
Torres Altas. Por algunas referencias del autor al lugar, se cree que es el pseudónimo de su pueblo natal, Hellín. Allí se desarrolla la primera parte del libro. Ambos son pueblos pequeños y humildes. La matanza o tamborada durante la Semana Santa, son elementos típicos de su pueblo que aporta en la novela, a raíz de sus vivencias de niño.  

### Don Pasivo
El personaje principal de la novela guarda cierta similitud con el autor. Ambos de origen humilde y pueblos pequeños. A pesar de ser Pasivo casi 20 años mayor, se criaron en la misma época, bajo las mismas costumbres y tradiciones de por aquel entonces. Sin estudios, ambos decidieron que no era suficiente con la experiencia y que requerían de conocimientos más técnicos conforme crecían profesionalmente. Comienzan sus estudios económicos a una edad más avanzada para mejorar sus conocimientos sobre finanzas y contabilidad y poder aplicarlos en sus respectivos negocio. 
Se piensa que el autor refleja su infancia y juventud en el personaje principal, sin embargo con los años adquiere la forma de un personaje con más experiencia y sabiduría, como podría ser la de don Romualdo, quién construye sus consejos y argumentos sobre la base de las teorías del autor. 

## Creación de la obra
Se conoce que la idea de escribir un libro le surgió cerca de los 50 años durante sus estudios en el IESE, donde debatían sobre las causas del fracaso de grandes empresas. No convencido de la teoría que se estaba aplicando - dando importancia al activo y siendo endeudado por el pasivo - decidió exponer lo que él había aprendido por su experiencia profesional, todo lo contrario. Es el activo el que te puede jugar una mala pasada, el pasivo simplemente te lo recuerda.
Fue entonces cuando pensó en poner por escrito su teoría y comenzó tomando notas y apuntes. Fue a los 80 años cuando, leyendo Don Quijote, cayó en la estrategia de Cervantes para describir los dos tipos de personas que existen en el mundo a través de sus personajes principales: Don Quijote y Sancho Panza. De esta forma, dio vida a los elementos contables mediante dos personas: Pasivo y Activa. Finalmente, a la edad de 82 años, publicó su filosofía sobre la gestión del ahorro y del riesgo, un mensaje que pretende advertir a la sociedad sobre las consecuencias de una actitud derrochadora y volátil.